# 2012年ロンドンオリンピックのベルギー選手団
2012年ロンドンオリンピックのベルギー選手団（2012ねんロンドンオリンピックのベルギーせんしゅだん）は、2012年7月27日から8月12日にかけてイギリスの首都ロンドンで開催された2012年ロンドンオリンピックのベルギー選手団、およびその競技結果。

## 概要
今大会は銀メダル1個、銅メダル2個の合計3個のメダルを獲得した。

## メダル
| メダル | 選手名                       | 競技       | 種目                   |
| ------ | ---------------------------- | ---------- | ---------------------- |
| 銀     | リオネル・コックス           | 射撃       | 男子50mライフル伏射    |
| 銅     | エビ・バンアッカー           | セーリング | 女子レーザーラジアル級 |
| 銅     | シャルリーヌ・ファンスニック | 柔道       | 女子48kg級             |